# Lukács László (politikus, 1963)
Lukács László (Kiskunhalas, 1963. december 14. –) politikus, a Fidesz – Magyar Polgári Szövetség országgyűlési képviselője.

## Életútja
1988-tól kezdve huszonkét éven át dolgozott népművelőként, 1991 és 1999 között a kiskunhalasi kulturális intézményeket is vezette. Számos[pontosabban?] helyi és országos egyesületet alapított és irányított, kulturális folyóiratot, egyéb közhasznú kiadványokat szerkesztett. Több száz városi rendezvény kezdeményezőjeként és kivitelezőjeként dolgozott, 1999-től 2003-ig a kiskunhalasi református intézmények hatékony működését segítette elő. Szakmai munkájához sok tízmilliós pályázati támogatást nyert el. Meghívás alapján három éven keresztül igazgatta az algyői kulturális és turisztikai intézményt.
A 2006-os önkormányzati választásokat követően Kiskunhalas alpolgármesterévé, illetve a Fidesz–KDNP többségi képviselőcsoport frakcióvezetőjévé nevezték ki. Ezek mellett a Bács-Kiskun 8. sz. választókerületi tanács elnöke, a Bács-Kiskun Megyei Közgyűlés tagja. 2009 decemberében a város MSZP-s polgármestere, Várnai László valamennyi alpolgármesteri feladatkörét visszavonta.
2007 nyarán Lukács az önkormányzat által alapított Halasi Városgazda Zrt. felügyelőbizottságának elnöke lett. A cég egy 2008-as ingatlanvásárlási ügye kapcsán az önkormányzat feljelentést tett Lukács László felügyelőbizottsági elnök kezdeményezésére. 2009 márciusában három helyi Fidesz-tag aláírta azt az Orbán Viktornak és Kövér Lászlónak címzett levelet, amelyben azt javasolták, hogy Lukácsot a „rendőrségi eljárások lefolytatása előtt hívják vissza a pártban és az önkormányzatban lévő funkcióiból”, mivel esetleges érintettsége a választásokon sebezhetővé teheti a Fideszt. A bajai ügyészség által lefolytatott másfél éves nyomozás nem vezetett eredményre. Az ügybe a kecskeméti ügyészség is bekapcsolódott, de nem merült fel törvénysértés. A párt a 2010-es országgyűlési választáson a Bács-Kiskun megyei 8-as számú egyéni választókerületben Lukács Lászlót indította, aki a második fordulóban a szavazatok több mint 60%-ával nyert. Az Országgyűlésben a Kulturális és Sajtóbizottság tagja lett.

## Családja
Jelenleg is Kiskunhalason él tanítónő párjával és 2005-ben született kisfiukkal.